# کانتارانا
کانتارانا (انگلیسی: Cantarana)